# Шесть Наполеонов
«Шесть Наполео́нов» (англ. The Adventure of the Six Napoleons) — детективный рассказ английского писателя Артура Конан Дойла. Он был написан предположительно в 1899 году. В рассказе действует сыщик XIX века Шерлок Холмс. Рассказ входит в серию «Возвращение Шерлока Холмса». В этой истории сыщик расследует таинственную историю, связанную с гипсовыми бюстами Наполеона Бонапарта и чёрной жемчужиной Борджиа.

## Сюжет

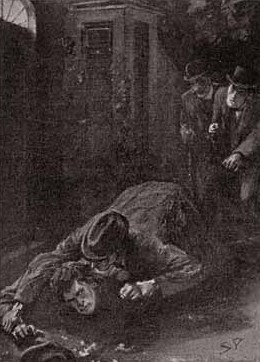
Шерлок Холмс арестовывает Беппо. Иллюстрация Сидни Пэджета

Инспектор Лестрейд из Скотленд-Ярда рассказывает Шерлоку Холмсу и доктору Уотсону о странном деле. Украдены и разбиты вдребезги три дешёвых гипсовых бюста Наполеона — первый разбили среди бела дня в магазине Мосса Хадсона, а два других в доме доктора Барникота и в его же рабочем кабинете; в двух последних случаях преступник совершил кражу со взломом, но не взял ничего, кроме бюстов.
На следующее утро Лестрейд просит Холмса срочно явиться по указанному адресу к дому, где произошло убийство. Хозяин дома (журналист Хорас Харкер) рассказывает, что, работая ночью, услышал дикий крик. Открыв входную дверь, он споткнулся об лежащее на ступеньках тело убитого мужчины, а вернувшись в дом, обнаружил, что из его кабинета украден бюст Наполеона и разбит вдребезги во дворе. Холмс замечает, что все три бюста, украденные у Харкера и Барникота, были разбиты рядом с фонарями. При обыске у убитого обнаруживается фотография молодого мужчины, Мосс Хадсон узнаёт в нём своего бывшего подручного — итальянца Беппо. Хозяин скульптурной мастерской, где Хадсон приобретал партию из шести бюстов Наполеона, также узнаёт на фотографии своего работника Беппо — год назад он ударил ножом другого итальянца и оказался в тюрьме. Холмс встречается с владельцем фирмы, куда были отправлены два других бюста из партии, и узнаёт адреса покупателей. Полиция опознаёт в убитом итальянского преступника Пьетро Венуччи.
Холмс, Уотсон и Лестрейд устраивают засаду на вилле в Чизике, где проживает покупатель пятого бюста Наполеона, и арестовывают Беппо после того, как он украл бюст и разбил его во дворе при свете луны. На следующий день на Бейкер-стрит является покупатель последнего, шестого бюста, который получил письмо, где Холмс обещал ему 10 фунтов за бюст. Совершив сделку и проводив гостя, Холмс разбивает бюст и вынимает из обломков знаменитую чёрную жемчужину Борджиа, украденную из гостиничного номера принцессы Колонна. Горничную принцессы звали Лукреция Венуччи, а убитый Пьетро был её братом. Холмс полагает, что Беппо был в заговоре с Пьетро и получил от него жемчужину. Оказавшись под угрозой неминуемого ареста, Беппо спрятал жемчужину в один из шести ещё сырых бюстов Наполеона и после освобождения (выйдя на свободу через 1 год) принялся за её поиски.

## Экранизации
- На основе рассказа «Шесть Наполеонов» в 1944 году в США был снят фильм «Жемчужина смерти». Главные роли сыграли Бэзил Рэтбоун и Найджел Брюс.
- Рассказ «Шесть Наполеонов» был экранизирован в 1922 году в Великобритании режиссёром Джорджем Риджвеллом[англ.][1].
- Также был экранизирован телесериалом от телекомпании «Granada Television» в 1986 году. Главные роли сыграли Джереми Бретт и Эдвард Хардвик[англ.].
- Сюжет рассказа лёг в основу эпизода «Шесть Тэтчер» — первой серии четвёртого сезона телесериала «Шерлок».